# Euderces magnus
Euderces magnus là một loài bọ cánh cứng trong họ Cerambycidae.